# Stenodyneriellus trimaculatus
Stenodyneriellus trimaculatus är en stekelart som beskrevs av Giordani Soika och Kojima 1988. Stenodyneriellus trimaculatus ingår i släktet Stenodyneriellus och familjen Eumenidae. Inga underarter finns listade i Catalogue of Life.